# Ikepera oja
Ikepera oja är ett 9 km långt vattendrag i södra Estland.   Den utgör gräns mellan Mulgi kommun i landskapet Viljandimaa och Tõrva kommun i Valgamaa. Källan ligger i sjön Ikeperä järv och den är en västligt högerbiflöde till Õhne jõgi som mynnar i sjön Võrtsjärv.